# Tanu Tuva
Narodna republika Tanu Tuva, Tanu Tuva (1921. – 1944.) je bila država u teritoriju bivše Carske Rusije još poznata kao Uyankhainski Krai i još je bila poznata kao Republika Tuva u Ruskoj Federaciji. Nakon dolaska Staljina on zahtjeva anektiranje Tanu Tuve. To je bio kraj republike.